# Спашавање Јевреја у окупираном Београду (1941—1944)
У нападу сила осовине 06.априла 1941. Краљевина Југославија је престала да постоји, а од највећих делова је састављена нацистичка НДХ . Територија данашње Републике Србије је додатно подељена на следећи начин: Цела Бачка је анектирана од стране фашистичке Мађарске, Срем је придодат усташкој НДХ.  Бугарској су придодати неки делови југоисточне Србије ( Пирот и Врање) , фашистичка Италија је окупирала одређене делове преко својих протектората : Италијанском протекторату Албанији су придодати Тутин и Космет осим  Косовске Митровице, Подујева и Вучитрна.  А Прибој, Пријепоље, Сјеница и Нова Варош су ушле у састав италијанског протектората Црна Гора.
Све остало од територије данашње Републике Србије било је окупирано од стране немачког вермахта под називом Подручје војног заповедника у Србији. Како би се лакше управљало окупираним подручјем немачки војни заповедник именовао је марионетску српску владу са седиштем у Београду која је обављала административне послове у складу са немачким смерницама и под њеним надзором. Банат је био аутономна област која је формално одговарала марионетској влади у Београду, али су њиме управљали домаћи фолксдојчери.
Као и на другим окупираним територијама, окупатор је у складу са својом нацистичком идеологијом одмах покренуо репресивне акције против Јевреја и Рома. Нажалост, преко 90 процената јеврејске заједнице у Београду је убијено. Међутим, постоји значајан број примера људи који су пружили помоћ и склониште Јеврејима, спасавајући им животе. Ово укључује скривање у приватним кућама, обезбеђивање лажних докумената, лажна сведочења о идентитету и помоћ при евакуацији из града.

## Нацисти и " јеврејско питање" у окупираној Србији
Капитулација Југославије није била ни потписана, а 16. априла, 4 дана након уласка Немаца у Београд наређено је да се сви Јевреји пријаве и региструју. Војни заповедник за Србију донео је 27. маја 1941. опширну наредбу која се односила на Јевреје и Роме. Према овој наредби Јеврејином се сматрало свако лице које је водило „порекло од најмање три јеврејска претка“, „мелези од једног или два јеврејска претка који су после 5. априла 1941. припадали јеврејској вероисповести“ и они који су били „венчани Јеврејком или који ступе у брак са Јеврејком“. Наређено је свим Јеврејима да се пријаве „српским полицијским пријавним властима“ на чијој се територији налазе како би се формирали спискови. Сви су морали да носе жуте траке око леве руке на којима је писало „Јеврејин“, ограничено им је право на рад и сви они који су по професији били адвокати, лекари, ветеринари и апотекари нису могли да упражњавају даљу праксу. Прописан је принудни рад и на рашчишћавање рушевина упућена су „оба пола у старости од 14 до 60 година“. Места јавне забаве попут позоришта, биоскопа, јавних купатила, спортских приредби била су забрањена за Јевреје (Juden ferboten). Ограничено им је кретање, нико није смео да напусти место становања. Наређено им је да пријаве привредну и приватну имовину. Исти критеријум је важио и за Роме , са разликом што су на руци морали да носе траку са натписом Циганин.
Избијање устанка против окупатора у Србији 07.јула 1941. означило је почетак физичког уништења овог дела становништва Београда. У августу 1941. основан је логор у Топовским шупама на ободу града. У њему су затворени Јевреји мушког пола са територије Београда и Баната.У неусловним просторијама и нехигијенским условима смештено је 6.000 Јевреја и од 1.000 до 1.500 Рома. Из логора су Јевреји свакодневно упућивани на принудни рад. Од јесени 1941. логор Топовске шупе ( поред данашње Аутокоманде) представљао је један од резервоара из кога су узимани таоци за вршење одмазди у склопу гушења устанка. Јевреји и Роми су у овом периоду одвођени готово свакодневно на стратишта у околини Београда и стрељани од стране јединица Вермахта. О драстичним размерама стрељања сведочи податак да је у новембру исте године у овом логору преостало од 200 до 300 Јевреја.
Следећи корак било је логорисање и убијање жена и деце. На дан 8. децембра основан је и смештен у објектима београдског Сајмишта Јеврејски логор Земун, који се налазио на територији под контролом НДХ. Према истраживању Милана Кољанина у њему је до 10. маја 1942. боравило око 6.400 Јевреја и 600 Рома. Животни услови у овом логору били су изузетно тешки. Током изузетно јаке зиме 1941/42. дневно је умирало од 20-30 логораша услед недостатка огрева, хране и неисправне воде. Окупационе власти очекивале су избијање новог устанка у пролеће 1942. чиме се створила потреба за простором у коме би били смештени нови таоци. У складу са наведеним потребама и одлукама конференције у Ванезеу донета је одлука да се ликвидира Јеврејски логор Земун. Егзекуција жена и деце извршена је специјалним камионом „душегупком“. На исти начин убијени су и Јевреји који су били смештени или су радили у јеврејској болници. Крајем маја 1942. Емануел Шефер могао је да јави својим претпостављенима у Берлину да је „јеврејско питање“ у Србији решено. Јединице Вермахта стрељале су Јевреје, а другу фазу уништења овог дела популације Србије спровео је Гестапо. Домаће марионетске власти имале су помоћну улогу која се у већини огледала у пописивању Јевреја и њихове имовине и предавању оних који су ухапшени по другим основама ( као комунисти).

## Бег из града
Прве јеврејске породице побегле су из Београда током Априлског бомбардовања 1941. Након овог периода било је све теже изаћи из града. Комадањем територије Краљевине Југославије дошло је до формирања више граница и окупационих система под којима су Јевреји имали различити третман. Ово је са једне стране компликовало бекства, али са друге пружало шансу Јеврејима да се сакрију у другим окупационим зонама. У складу са блажом политиком фашистичке Италије окупирана територија која је била под контролом војске ове земље била је једна од дестинација београдских Јевреја. Према сведочењима преживелих посланство Италије у Београду није правило разлику између људи који су аплицирали за дозволу доласка на територију под њиховом контролом. Ово је отворило врата одређеном броју Јевреја да побегне у Сплит, Приштину, Тирану и друга места. Упркос антијеврејским законима и антисемитизму у Мађарској режим према Јеврејима је био знатно бољи него у немачком окупационом подручју. Београдски Јевреји који су знали мађарски спас су налазили у овој земљи. Поред других окупационих зона и држава, српско село је било једно од сигурних места за београдске Јевреје. До многих села није постојала ни основна путна инфраструктура, сељаци су били познати по свом гостопримству, а ратно стање омогућавало је да се властима Јевреји прикажу као рођаци-избеглице из других делова окупиране Краљевине Југославије.

## Куповина докумената
У Београду је било могуће и за новац добити у потпуности лажна документа. Један од фалсификатора који је у лето 1941. ухваћен на делу узимао је за легитимацију по 500 динара и на располагању је имао две врсте образаца „Опћег културног удружења Свјетлост“ и „Новинарског ПЕН-клуба у Београду“. На основу ових легитимација бегунци су могли да потраже у Управи града Београда (УГБ) и Комесаријату за избеглице потврде да су протерани из других делова Југославије или да су им преостала документа изгорела током Априлског рата. Сви бегунци могли су да обезбеде лажни идентитет и уз помоћ службеника УГБ, јер је ова установа била надлежна за издавање великог броја исправа. Уз помоћ новца или других платних средстава Јевреји су могли у Београду да пронађу људе који су организовали транспорт из Београда. Настојник зграде у Улици Милорада Драшковића ,Марија Попов, била је једна од адреса на коју су београдски Јевреји могли да покуцају ако су имали амбицију да побегну у Мађарску. Превоз је вршен дереглијом и наплаћивана је за четири особе 15.000 динара. Овај чамац ишао је до Титела. Полиција је имала и оперативне податке да су на сличан начин поједини Београђани вршили транспорт Јевреја до Новог Сада, а било је и оних који су имали контакте на железници и могли да обезбеде сигурно путовање у пломбираним вагонима.

## Смртна казна за помагаче Јевреја
Набављање лажних легитимација, подмићивање службеника окупационог система, новац за путовање и други трошкови захтевали су познанства, велика материјална средства који нису могли да обезбеде сви и за шта је било потребно време. Кључ успеха ка слободи био је у сарадницима који су имали могућности и били спремни да помогну. Власт није благонаклоно гледала на Београђане који су били спремни да помогну својим суграђанима у невољи. Однос окупационе управе према онима који на било који начин помажу "непријатеље" Трећег рајха најбоље је сублимиран у наредби од 8. јула 1943: „Ко предузме да неовлашћено ступи у везу са ратним и цивилним заробљеницима који се налазе под чувањем немачке војне силе…казниће се робијом или затвором./ ко лица која су из таквог чувања или ко друге припаднике неке непријатељске војне силе, чланове банди или Јевреје прикрива даје им конак или на други начин помаже, казниће се смрћу“. Казна затвора била је резервисана за оне који су имали информације где се наведена лица крију, а нису пријавили надлежним властима.

## Примери спашавања
„Праведници међу народима“ је признање коју од 1953. додељује меморијални центар у Јерусалиму Јад Вашем. Награда је намењена људима који су спашавали Јевреје од Холокауста, према пропозицијама које је установила ова установа. По броју праведника Србија је са 128 имена прва међу земљама бивше Југославије.
- Љубавни пар Марија Веселa и Ото Буксбаун имали су намеру да започну заједнички живот у вихору Другог светског рата. Основни проблем било је јеврејско порекло Буксбауна који је морао од доласка Немаца да се сакрива. Ова власница кројачког салона дошла је на идеју да пружи Буксбауну лажни идентитет, документима њеног брата Франтишека Веселог који је живео у Загребу. Исправе су стигле у октобру 1941. из главног града НДХ уз помоћ београдског адвоката Сима Ружића. Нажалост Буксбаун није успео да се региструје јер је заједно са својом вереницом ухапшен по достави Морлока Атијаса. На саслушању пред Специјалном полицијом од 11. октобра Веселијева је признала све након чега је предата немачким властима. Уписом у књигу бањичких логораша уписано је: „Букебаум Ото, чиновник; рођ 17.05.1907. у Бреслави; од оца Максимилијана и мајке Берте, рођ. Коноба; неожењен; са станом у ул. Кнез Михајловој 29, Београд. У логор спроведен 30.09.1941. од Гестапоа стрељан 18. X 1941. у Београду“.На Бањицу је послата и Веселијева али је окупатор према њој показао милост, пуштена је 6. новембра 1941.
-Јеврејин Мориц Леви до октобра више пута је током 1941. избегао смрт и имао прилику да се увери у праве намере окупационог система према Јеврејима. Током априлског бомбардовања стан у коме је живео са родитељима и браћом и сестром погођен је и потпуно изгорео, а у јулу исте године био је у колони из које је окупатор вршио одабир људи за стрељање. Такође, радио је у Јеврејској болници и у августу је својим очима могао да види логор у Топовским шупама из кога је и његов отац изведен на погубљење. Оваква негативна искуства у кратком временском року уверила су га да је једини излаз бекство. Основни проблем био је како набавити лажне исправе. Решење је донео његов школски друг Милисав Милосављевић који је био повезан са КПЈ. Он је уз помоћ партијских веза пружио Морицу и његовом брату Јакову шифру са којом су отишли у један од београдских квартова и извадили лажне легитимације на име Анђелко Анђелковић (Мориц) и Јован Лекић (Јаков). На основу ових докумената живео је у Београду до марта 1942. када је уз помоћ неименованог друга из војске набавио објаве за путовање и заједно са братом побегао у Звечан.
- Кројачица Ружа Мајер није могла да се помири са чињеницом да су јој власти 15. октобра 1941. ухапсиле вереника и одвеле у логор Топовске шупе. Обијала је прагове Мајерова али свуда је наилазила на затворена врата. Одлазећи у посету веренику чула је од других жена да је могуће спасити некога за 50.000 динара ако „човек има везе и пријатеље“. Како је Мајерова имала на располагању 30.000 динара трудила се да позајми још 20.000. Обратила се за помоћ комшији трговцу Стевану Ковјанићу, који је био скептичан по питању успешности целе операције, али је обећао да ће јој позајмити суму који јој је недостајала. Полиција је открила намере Мајерове и ухапсила је заједно са Ковјанићем. Након истраге одевена је у логор на Бањици одакле је преузела немачка полиција 9. децембра 1941. О даљој судбини Ковјанића нема података.
- Поступци дневничара Управе Града Београда (УГБ) у XI кварту ,Јан Албине, доказ су да нису сви фолксдојчери били индоктринирани нацистичком идеологијом. Сестре Роза и Матилда Бахар криле су се од окупационих власти у јесен 1941. у Београду и настојале да дођу до лажних исправа. Уз помоћ Розине колегинице Руже Матејић дошле су до Албинове која им је издала лажне личне карте на имена Роксанда и Милева Жунић. За ову услугу Албинова није тражила материјалну надокнаду али се Роза понудила да јој поправи чарапе. Након поправке службеница УГБ изразила је жељу да плати али је Роза одбила новац. Ово доброчинство Албинове није прошло неопажено код Специјалне полиције, извршивши рацију у новембру у стану који се налазио у Хартвиговој бр. 53. Агенти су пронашли Розу и утврдили да има лажне исправе. На саслушању од 7. новембра сестре Бахар саопштиле су иследницима како су дошле до исправа на основу чега је ухапшена и Албинова. Пред иследницима ова службеница бранила се да није знала да су именоване јеврејског порекла и да је преварена. Овакво образложење можемо тумачити као потребу именоване да спасе свој живот. Након истраге сестре Бахар предате су Одсеку за Јевреје Специјалне полиције, а Албинова је пуштена на слободу. Одсек за Јевреје упутио је ове две Београђанке у логор на Бањици, где су остале до 9. децембра 1941. када их је преузела немачка полиција.
- И јеврејска породица Анаф осетила је доброчинство својих суграђана српске националности. Чланови ове породице били су отац Беницион, мајка Сара и деца Аврам, Јосиф и Рахела. Породица је према сведочењу Рахеле у међуратном периоду живела у Поп Ташковој бр. 4, где је имала два стана, један за издавање и један у коме су живели. Мушки чланови ове породице регистровали су се као Јевреји на Ташмајдану, а један од синова Јосиф је са принудног рада одведен у логор Топовске шупе, одакле је изведен пред стрељачки вод. Остали чланови породице настојали су да побегну из Београда. Изменивши презиме у једном документу на основу кога је извадио личну карту, Аврам је добио нови идентитет и постао Аврам Антић. Свестан невоље у којој су се нашли његови бивши станодавци, жандармеријски наредник Александар Николајевић, који је по окупацији добио премештај у Сењски рудник, настојао је да помогне. Он је одвео Аврама у овај рудник и представио га као свог рођака, где је остао до окончања окупације. Отац је такође успео да напусти Београд, живео је у Аранђеловцу све до 1944. када је откривен и стрељан. Најмлађи члан породице у то време, шеснаестогодишњакиња Рахела добила је лажну ђачку књижицу на име Бојана Мирковић од својих школских другарица, сестара Наде и Персиде Шпаравало и са овим документом отпутовала код стрине у Аранђеловац где је радила као слушкиња за храну и стан до окончања окупације.
- Пријатељство исковано у међуратном периоду спасило је и три члана породице Јудић. Рано су бака, мајка и деветогодишња ћерка Флора остали без „главе породице“ Симе Јудића, апотекара који је стрељан у октобру 1941. у Крагујевцу. Након овог догађаја остали одрасли чланови породице били су уверени „да све то неће водити нечему добром, да то мора лоше да се заврши по Јевреје и да би било добро склонити се“. Сигурна кућа пронађена је у Тетовској улици бр. 49, у дому старих пријатеља њихове баке, породице Милутиновић. Ова породица имала је троје деце, два сина и једну ћерку, али им је један од синова прерано преминуо и његова крштеница је преправљена како би се Флори пружио лажни идентитет. Пријављена као особа преко 60 година бака није морала да има личну карту, а мајка се сакривала од полиције. За комшилук они су били избегличка породица Јаковљевић, а додатну сигурност пружала је чињеница да је ћерка Ружица Милутиновић радила као службеница у Специјалној полицији. Под овим идентитетом породица Јудић преживела је рат у дому Милутиновића.
- Јеврејка Леа Розенцвај била је једна од Београђанки која је остала без породице и морала је самостално да се сналази током окупације. Отац Едуард и мајка Олга страдали су у логору на Сајмишту и Топовским шупама, а брат је погинуо као партизан током устанка 1941. Вративши се по окупацији из Загреба Розенцвајнова се нашла пред дилемом да ли да се пријави попут њених родитеља и баке као Јеврејка. Њена одлука да не послуша ову наредбу окупационих власти показаће се као исправна у тренутку када су немачки војници покуцали на врата њиховог стана у Карађорђевој бр.1 и одвели њене родитеље и баку. На њену срећу комшије породице Алексић и Јаковљевић нису се уплашиле претњи окупатора да ће узети све оне на одговорност који помажу "непријатеље" Трећег рајха. Уверење о отпуштању из болнице на име “Олгице Родић, рођене 1918. у Дрвару, лечене од шизофреније“, које је набавио Миле Јаковљевић, показаће се пресудно у набављању новог идентитета за ову Јеврејку. Са овом отпусницом и два сведока, од којих је један био Јаковљевић, извадила је избегличку легитимацију. На основу ових докумената Леа Розенцвај је преживела окупацију, радећи као медицинска сестра у Аранђеловцу, Нишу и Пожаревцу.
- Новосадску послератну радио водитељку Олгу Адам рођену Унгар, спасили су  двојица Београђана спремних на лажно сведочење. Породица Унгар протерана је из Новог Кнежевца доласком окупационих власти. По доласку у Београд отац Марцел одведен је у логор Топовске шупе одакле је изведен на стрељање, а мајка Маргарита, Олга и њен у то време једанаестогодишњи брат, склонили су се код рођака. У децембру 1941. окупационе власти позивале су да се све Јеврејке пријаве. Именоване су већ биле спаковале ствари, али их је Драгољуб Трајковић разуверио и наговорио да крену са њим како би извадиле лажне легитимације. Отишле су у Управу града где су на основу сведочанстава Трајковића и Владе Катанића добиле легитимације. На основу ових исправа напустиле су Београд и дочекале ослобођење.
-Снове о заједничком животу и оснивању породице Дара Ђошевић и Аврам Адања морали су да одложе по окупацији Београда 1941. Реалност чији је један од симбола била жута трака, наметала је прављење других врста планова. Свесни да је „обележавање“ само почетак, породица Адања коју су сачињавали отац Јаков, мајка Гизела и браћа Аврам и Бенко и сестра Стела удата Шалом, настојала је да побегне из Београда. У овом им је свесрдно помогла Ђошевићева која их је од првог дана снабдевала храном. Уз помоћ својих познаника решила је да им помогне да изваде лажне легитимације али како је ово текло споро сместила их је у душевну болницу на Авали. Почетком новембра 1941. са лажним документима извукла је из града Јакова и Аврама и одвела их у Приштину. Крајем новембра вратила се у Београд и истим путем и извела Гизелу и Бенка, а почетком децембра исте године и Стелу са њено двоје деце. У овом граду остали су до 1942, када су поново уз помоћ Ђошевићеве успели да се пребаце у Рим где су остали до окончања рата. По ослобођењу Југославије овај пар реализовао је своје планове из међуратног периода, а ова храбра жена 1998. проглашена је за „Праведника међу народима“.
- Кумство Јакова Барарона и Јована и Ангелине Стефановић доказ је да овај древни облик продубљивања пријатељства опстаје и у најекстремнијим временима. Као и остали београдски Јевреји и породица Барарон нашла се на удару репресивних органа окупационих система. „Глава породице“ Јаков одведен је у Топовске шупе али је преживео услед неразјашњених околности. Његов син Аврам био је ожењен Ривком са којом је имао једног сина, такође Јакова. Одведен је у логору на Сајмишту одакле је излазио повремено ради снабдевања. Притиснут тешким околностима у логору и суморном перспективом, приликом једног изласка извршио је самоубиство. Остали су Ривка и трогодишњи Јаков, али се за њих Милутин Стефановић, син Јована и Ангелине побринуо да не остану сами. У периоду док је Аврам био у логору Стефановић је редовно обилазио његову супругу и дете и набавио им лажну документацију на име Радмила и Миша Бабић. Из безбедносних разлога одлучили су да се раздвоје и Ривка је отпутовала у Ниш, а Јаков је почео да живи код Стефановића у Јајинцима. Након три месеца Ривка се вратила у Београда, али на кратко и уз помоћ Милутина отишла је на добровољни рад у Беч. Тамо су је открили, ухапсили и транспортовали у Маутхаузен. Мали Јаков је дочекао ослобођење у Јајинцима када је предат Јеврејској општини Београд. Убрзо је био у мајчином загрљају која је успела да преживи Маутхаузен. За своја доброчинства Милутин и његова сестра Милева Стефановић добили су титулу „Праведници међу народима“ 31. јануара 1993.
- Попут многих јеврејских породица и породица Калеф нашла се доласком нацистичког окупатора у незавидном положају. „Глава куће“ Аврам Калеф, физички непокретан, и његова мајка која је била у позним годинама, погубљени су у камиону „душегупки“. Мајка Дона Калеф по рођењу Словенка Антонија Ограјеншка успела је да се сакрије са њихове две ћерке Матилдом и Рахел. У почетном периоду живели су у код њеног брата, али његовим одласком остали су без смештаја. Ова безизлазна ситуација приморала је Калефову на размишљање и довела је на идеју да се као католкиња по рођењу обрати католичком свештенику Словенцу Андреју Тумпеју. Овај католички свештеник није оклевао и прихватио је да помогне. Обезбедио је девојчицама смештај у манастирској кући и лажне крштенице. Некада Матилда и Рахел сада су постале Лидија и Бреда. По добијању докумената Калефови су се осамосталили и живели у близини Хиподрома. Повремено их је посећивао Тумпеј који је помогао и да се Лидија и Бреда упишу у гимназију. Пруживши им нови идентитет и логистичку помоћ овај свештеник је помогао да део породице Калеф дочека ослобођење.  У знак захвалности Рахела је задржала име које јој је дао Тумпеј и под истим остварила завидну оперску каријеру.
Није ово био изолован случај да Тумпеј помаже људе у невољи. У априлу 1942. на његова врата покуцала је и Марта Фрухтер и Анита Розенберз, Jеврејке које су живеле илегално у Београду од децембра 1941. Оне су намеравале да „пређе у католичку веру, било удајом било непосредним покрштавањем“ али је Тумпеј одбио уз образложење да се то коси са тренутним прописима. У првом тренутку пружио им је материјалну помоћ и „казао да ће да предузме неке кораке“ и „набави легитимацију на хришћанско име“. Свештеник се обратио људима који су у Цркви Криста Краља водили евиденцију броја избеглица из Словеније да му издају избегличке легитимације. Кроз неколико дана Марта Фрухтер је за окупационе органе била избеглица „Стојановић Јелица, приватна чиновница, рођена 10 септембра 1923. године у Вишеграду“, а Анита Розенберг Бранка Марковић по занимању васпитачица, рођена 24. септембра 1924. Како би добиле комплетне исправе отпутовале су у Забрежје где су извадиле путну објаву. На основу ове документације пријавиле се у VIII кварт где су им издате дозволе за боравак у Београду. Оваква делатност Тумпеја откривена је од стране полиције у августу 1942. Клупко је почело да се одмотава хапшењем Фрухтерове, Розенбергове, њене сестре Ерне и Богдане Савић од стране агента Тенка Далвовића 31. јула 1942. Овај бивши комунистички илегалац препознао је Аниту Розенберг као комунисткињу и ухапсио све који су били са њом у друштву. На саслушању Розенбергова и Фрухтерова признале су све и откриле име католичког свештеника који им је помогао. Свештеник је ухапшен 4, а саслушан 9. августа. Пред иследницима Тумпеј је признао само оно што је полиција већ знала, да је успео да набави две избегличке легитимације без именовања људи који су издали исте. Помоћ породици Калеф остала је тајна. Упркос признању и доказима „жупник Тумпеј Андреј пуштен је на слободу 12. августа 1942. по наређењу Господина Управника ( града)“.Овако тежак прекршај током окупације у већини је кажњаван смртном казном што нас наводи на закључак да је пуштање овог свештеника вероватно био плод интервенције виших инстанци, а не милости Драгог Јовановића. Држава Израел препознала је херојско дело Андреја Тумпеја и 2001. постхумно му доделила титулу „Праведника међу народима“. Према обавештајним информацијама полиције из новембра 1941. и жупник који је служио у Цркви Криста Краља у Крунској бр. 23 помагао је такође Јевреје дозвољавајући им да пређу у католичку веру. Ово је био једноставан процес, тражено је само од њих да проуче Библију. Од јануара 1942. окупационе власти су строго забраниле покрштавање Јевреја и венчавање Срба и Јевреја. 
- По уласку нациста у Београд Јевреји су као облик принудног рада рашчишћавали последице априлског бомбардовања. Са жутом траком око рукава Гершон Капон био је један од београдских средњошколаца који су свакодневно обављали овај посао. Уверен да овакви поступци окупатора неће донети ништа добро Јеврејима и поучен примером свога брата који је побегао у Сплит, Капон је донео одлуку да оде из Београда. Неуспешно је покушао да преправи личне податке у ђачкој књижици у тој мери да је овај документ постао неупотребљив. У безизлазној ситуацији пролазио је поред своје школе Прве београдске гимназије и одлучио се да затражи помоћ. Затекао је директора гимназије Спасенија Прицу и његовог помоћника. Увидевши о чему се ради директор је одмах одобрио вађење нове књижице. Уз књижицу Прица је дао и ново име Капону, од тог тренутка звао се Георгијо Капони. Наоружан лажним исправама Капони се тог лета придружио његовом брату у Сплиту. И након ослобођења у знак поштовања свом спасиоцу Гершон је задржао презиме Капони. На његову иницијативу одбор за доделу признања „Праведник међу народима“ донео је 1993. одлуку да исту понесе и професор Прица.
- Брачни пар Сертић био је још једна београдска породица која је пружала уточиште Јеврејима током окупације. Код њих се од децембра 1941. до децембра 1942. крила Ибојка Дајч. Полиција је под неразјашњеним околностима ухапсила Сертиће чиме је Дајчова остала без уточишта. Успела је да уз помоћ сестре Штефице Павков извади лажне исправе на име Илонке Хорват и да оде на добровољни рад у Немачку. Због оваквог ангажовања Павкова је имала неприлике са полицијом. Два пута је привођена, једном од Специјалне полиције у јануару и други пут од Гестапоа у марту 1943. Укупно је провела 50 дана у истражном затвору, али иследници нису успели да утврде „кривицу“.
- Нису само комшије и пријатељи помагали Јевреје. Било је и случајева да у потпуности непознати људи ризикују сопствени живот и помогну у сакривању. Један од примера је породица Јовановић која је спасила двоје чланова породице Краус. Отац др Херберт Краус већ у првим даним окупације се укључио у партизанске јединице где ће остати све до ослобођења. Супруга Бланка, која је такође укључена у комунистички покрет отпора остала је са одојчетом Александром. О њима су у почетном периоду бринули људи из комунистичке организације у Шапцу који су јој набавили лажне исправе на име Бранка Новаковић. Са лажним документима Краусова се у лето 1942. пребацила у Београд, где је требало да је чека веза. У овом периоду комунистичка организација претрпела је јаке ударце од стране Специјалне полиције који су дезоријентисали и онемогућили њено деловање. Ово је имало као једну од последица да људе који су долазили из унутрашњости нико није имао да прихвати. Лутајући београдским улицама Краусова је случајно села у један пролаз дворишне зграде у Косовској улици да подоји Александра када је непозната жена изашла из свог стана и понудила да уђу унутра. Овај позив показаће се спасоносан за Краусову и њеног сина – Даница Јовановић „глава куће“ и њене ћерке пружиле су им уточиште. Из стана у Косовској Краусова је отишла у село Дудовац где је на иницијативу Јовановићеве добила посао у школи. У овом месту су дочекали ослобођење повремено долазећи у Београд у посету Јовановићима. На иницијативу Александра Крауса, Даница Јовановић и њене ћерке проглашене су 1993. за „Праведнике међу народима“.
- Однос између мајстора и шегрта спасио је један млади живот током окупације у Београду. Брачни пар Богољуб и Ленка рођена Демајо Лонгиновић добили су ћерку Софију 1939. Предратни комуниста Лонгиновић обешен је у знак одмазде у селу Скела у августу 1941. У ово невреме у стан Лонгиновићевих редовно је долазила Видосава Андеселић која је била Ленкин шегрт у једном од београдских кројачких салона. Чињеница да су јој супруг и ујаци (браћа Демајо) комунисти и да је она сама левичарске оријентације ставили су дом Лонгиновића под константан полицијски надзор и било је питање времена када ће агенти покуцати на врата. Овај тренутак дошао је у јануару 1942. када су службеници Специјалне полиције упали у стан и одвели Лонгиновићеву. Пре него што је отишла замолила је Марију Андеселић, мајку Верину, да преузме њену ћерку. Из Специјалне полиције Лонгиновићева је пребачена у логор на Сајмиште одакле је кренула на свој последњи пут у „камиону смрти“. Мала Софија преживела је окупацију код породице Андеселић у њиховом стану у Улици Књегиње Олге бр. 34. Након окупације Марија Андеселић постала је и законски старатељ Софије. Из Јерусалима је 18. августа 1993. стигло писмо Вери Петровић Андеселић у којем је обавештена да су она, њена мајка Марија и сестра Наталија добиле титулу „Праведник међу народима“.
- Плашећи се за живот своје супруге Федорине, која је по мајци била Јеврејка, Каменко Раца по окупацији напустио је Земун, који је био у саставу НДХ и отишао у Београд уверен да њено порекло у окупираној Србији неће бити предмет провере. У Земуну је остала Федоринина сестра Маргарета Користка чије јеврејско порекло су откриле власти. Успевши да преко једног члана комунистичког покрета отпора добије пропусницу побегла је у Београд. Без речи Раца је примио у њихов стан у Таковској бр. 9. Живела је у овом стану до половине 1943. и приликом рација време је проводила у импровизованом скровишту направљеном у једном орману. На основу докумената које је Раца набавио уз помоћ својих познанстава Маргарета је у августу 1943. добила нови идентитет. За власти је постала избеглица из Хрватске чиме је добила могућност да се пресели и живи самостално до окончања окупације. Доброчинство Каменка Раце комисија за додељивање признања „Праведник међу народима“ узела је у разматрање.
-Београдски обућар мађарског порекла Пал Жамбоки који је имао радионицу на углу Високог Стевана и Дубровачке спасио је двоје јеврејске деце током окупације у овом граду. На Дорћолу у међуратном периоду живела је и јеврејска породица Бен Аврам коју су чинили: отац Саул, супруга Естер и троје деце Хајм, Ружа и Јозеф. Отац и најстарији син Хајим страдали су у Топовским шупама, а мајка у „камиону смрти“. Пре пријављивања окупационим властима у децембру 1941. Бен Аврамова је прихватила Жамбокијеву иницијативу да свог предратног помоћника Јозефа и његову сестру склони на сигурно. Све до фебруара 1942. деца су живела код обућареве пријатељице, али је услед опасности да их пријави један од комшија Жамбоки одлучио да пребаци Ружу код ћерки његовог брата у Новој Кањижи. У августу исте године Жамбоки, заједно са дечаком, одлази из Београда у Војводину где су сачекали ослобођење. За свој храбри чин овај обућар награђен је 1995. „Праведником међу народима“.

#### Примери спашавања и од стране сарадника окупатора
- Послератне власти у Београду нису правиле разлику између оних који су сарађивали са окупатором и „окрвавили руке“ и оних који су ушли у колаборацију, али нису били део репресивног апарата, већина је добила стигму издајника. Колико је овако поједностављено поимање феномена колаборације било погрешно довољно сведоче примери оних „издајника“ који су спашавали Јевреје. Један од наведених је и др Милослав Стојадиновић, стручњак за питање урбанизма са социјалног становишта у међуратном периоду. Директор Општег одељења ОГБ била је прва функција коју је Стојадиновић обављао под окупацијом, а у 16. јуну 1941. Милан Аћимовић именовао га је за председника Општине града Београда. На овој функцији остао је до 11. септембра исте године када је управљање београдском општином преузео Драги Јовановић. Паралелно решавајући акутне комуналне проблеме Београда, Стојадиновић је помагао Јевреје снабдевајући их са лажним личним исправама, а његов стан који је био у непосредној близини Ратничког дома била је сигурна кућа. Према изјавама сведока овај колаборациониста спасао је око неколико десетина Јевреја током Другог светског рата, а 1966. препознат је од Јад Вашема као „Праведник међу народима“. Неопходно је истаћи да Стојадиновић није помагао само Јеврејима и да је према сећању Делфе Иванић, председнице Кола српских сестара, овај државни службеник помогао да из општинске штедионице извуче свој уложени новац и плати казну окупационим властима
- Још деликатнија је ситуација полицијског службеника Михајла Вуковића који је током окупације био комесар Комесаријата паробродарске полиције, али и службеник у Одсеку за Јевреје. Као и многи службеници УГБ који су остали у Београду Вуковић је ухапшен од нових власти у децембру 1944. Изведен на саслушање изнео је податак да је током окупације чувао четворо деце јеврејског трговца Мајера И. Коеха: Исака (1933), Рахамину (1936), Перлу (1939) и Силвију (1941), што је потврдила и Јеврејска општина документом од 10. децембра 1944. Ово доброчинство Вуковића према свему судећи спасило му је и живот. Иследници ОЗН-е донели су одлуку да га предају суду части
Поред наведених примера познати су и од „Јад Вашема“ препознати и следећи случајеви спашавања Јевреја у Београду: брачни пар Хелена и Вељко Рашић чували су у свом стану девојчицу Хану Нахмијасов, дечака Јулија Кемењија сачували су Невенка, Мирко и Александар Пејић и Соња Барух преживела је захваљујући Мирославу Крлецу.

## Домети спашавања
Међу Београђанима било је људи који су били спремни да из чисто хуманих разлога помогну својим суграђанима у невољи. У највећем броју помагали су пријатељи али било је и случајева да познаници или тотални странци учине добро дело. Намеће се питање зашто већи број београдских Јевреја није спашен. Уверење да им се ништа лоше неће десити, тешкоће у прибављању лажних докумената, блокирани град, неспремност на раздвајање многих породица, недостатак финансијских средстава, принцип „колективне одговорности“ који је увео окупатор, фактори су који су у највећој мери утицали на број спашавања. Динамика догађаја и репресија нису остављали простор за организованим спашавањем већих група. Деловање свих организација било је забрањено или попут примера Српске православне цркве веома отежано, а покрети отпора у самом граду били су још у почетној фази.